# モルック

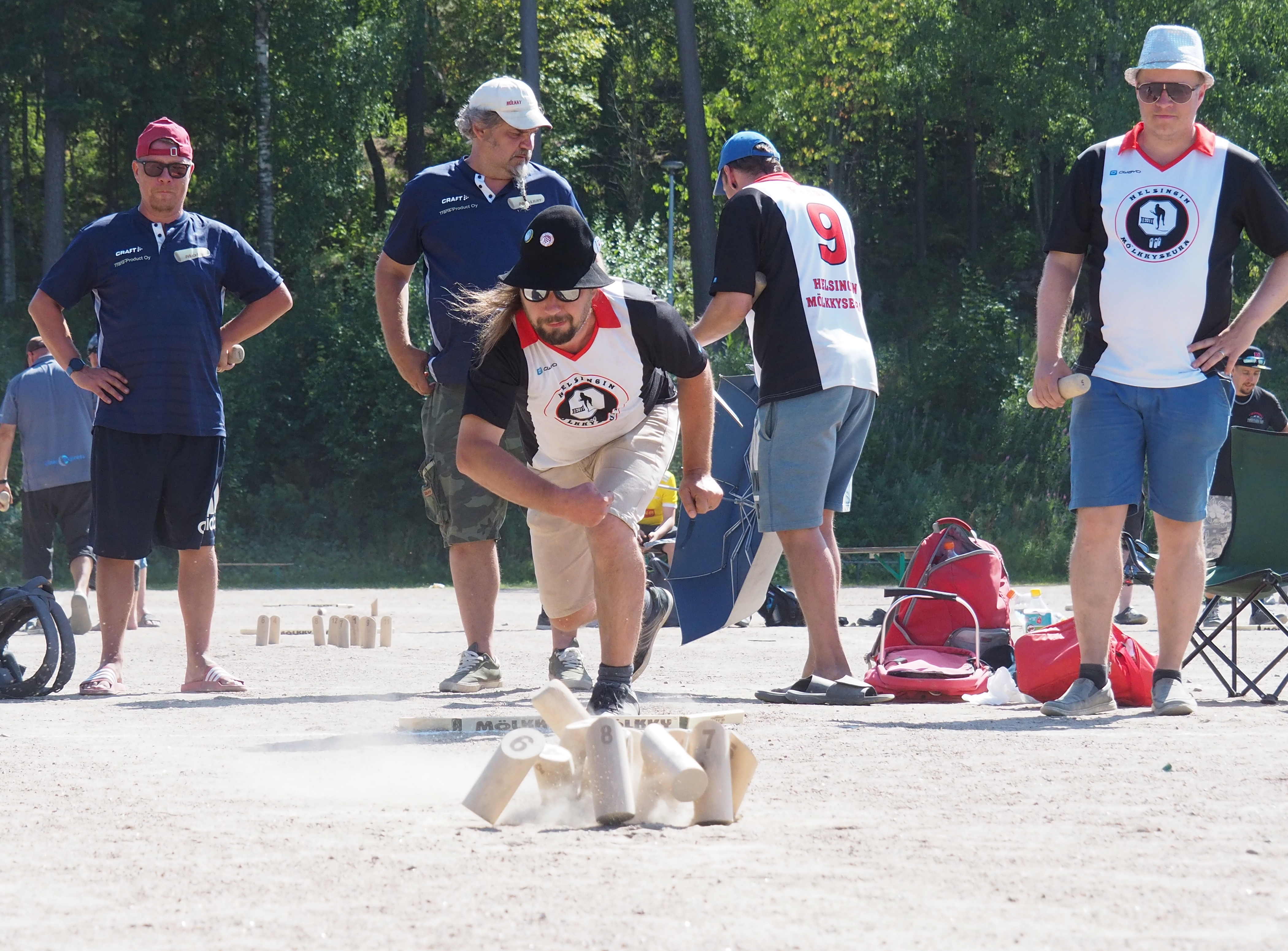
モルックをプレーする様子

モルック （芬: Mölkky、フィンランド語発音: [ˈmølkky]）は、フィンランド発祥の投擲競技。木製の棒を投げて、12本あるピンの倒れ方で採点する軽スポーツである。

## 概要
1996年にLahden Paikka社（以前の社名はTuoterengas）によって考案された。カレリア地方発祥の数百年の歴史を持つ投擲競技キイッカ（kyykkä）を連想させる。しかしながら、モルックはキイッカほど肉体的な強さを必要とせず、年齢や健康状態にかかわらず全ての人々により適している。モルックは特別な道具を必要とせず、運と技術の組み合わせが成功の基礎である。
Lahden Paikka社はフィンランドで20万セットをこれまで販売した。現在は版権はTactic社に移譲され、Tactic社が製造販売を行っている。
派生商品として、木製ではなくスポンジ素材で作られたスポンジモルックも存在する。床を傷つけることがなく室内で遊びやすいというメリットがある。素材が軽いため感覚が異なり、また、摩擦の少ない床で行うとモルックが簡単に転がっていき、早い段階から難易度が上がっていくのが特徴である。

## ルール

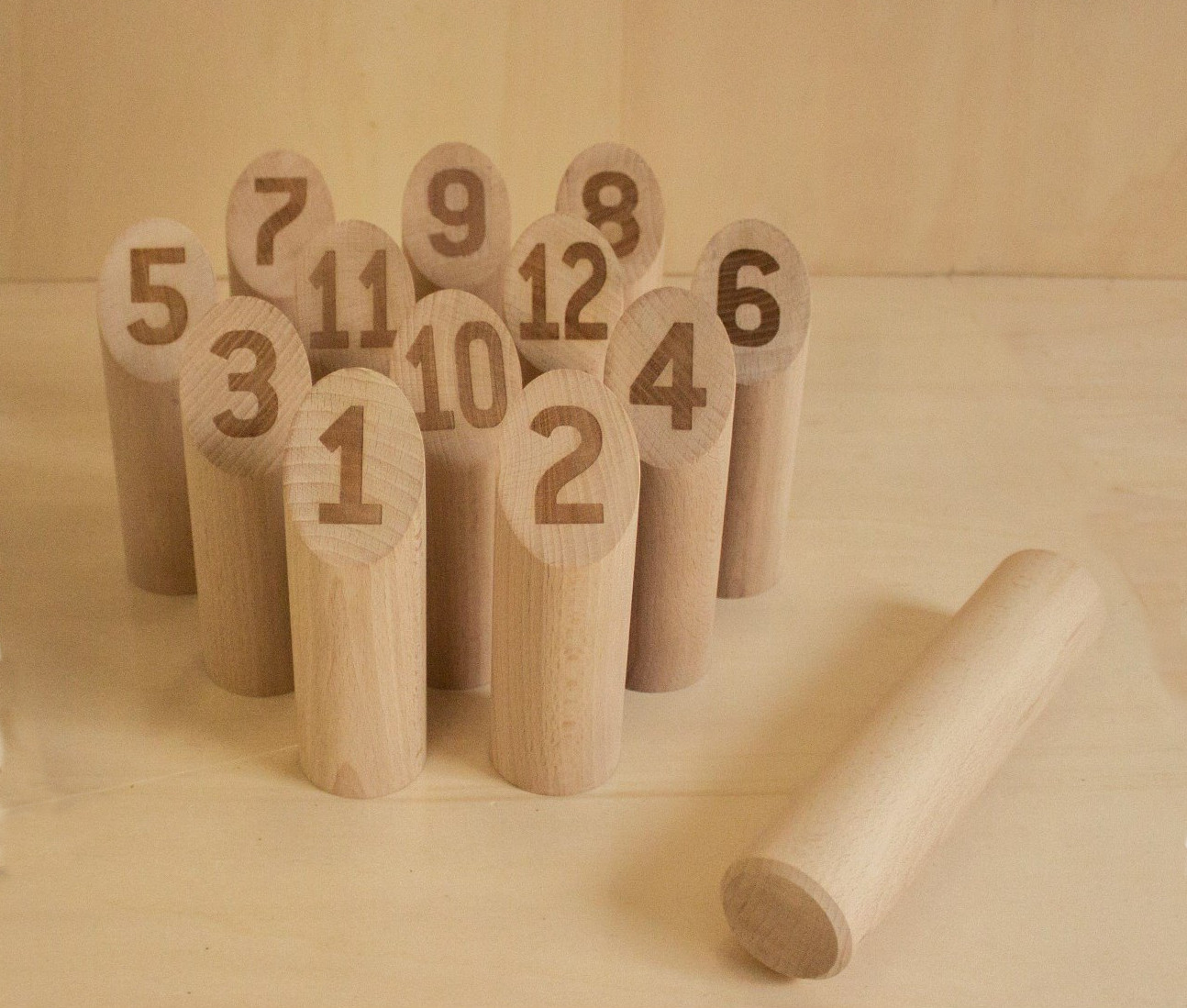
モルックとスキットル

プレイヤーは「モルック」または「モルック棒」と呼ばれるピンを下投げで投げて、スキットルと呼ばれる数字の書かれたピンを倒す。

新しいゲームのためのピンの配置

標的のピンと投げるピンの寸法はほとんど同じであり、標的のピンには1から12までの数字が印されている。標的ピンは最初は投擲場所から3–4メートル離れた位置に寄せ集めて立てられる。配置は横1列目が1/2、2列目が3/10/4、3列目が5/11/12/6、4列目が7/9/8である。
ピンを1本倒すと「ピンに書かれた数字と同じ点数」が得られる。2本以上のピンを倒すと、「倒したピンの本数と同じ点数」が得られる（例えば3本倒すと3点。書かれた数字は関係ない）。投げたピン（モルック）あるいは数字が書かれたピンに寄り掛っているピンは点数とならない（倒れ、地面に完全に着地していなければ点数として数えない）。毎投擲後、ピンは倒れて移動した位置で再び立てられる。
最初に点数が50点ちょうどになったプレイヤーが勝者となる。50点を超えてしまうと、点数は25点に戻る。3回連続で標的のピンに1つも当たらなければ失格となる。

## 組織と大会

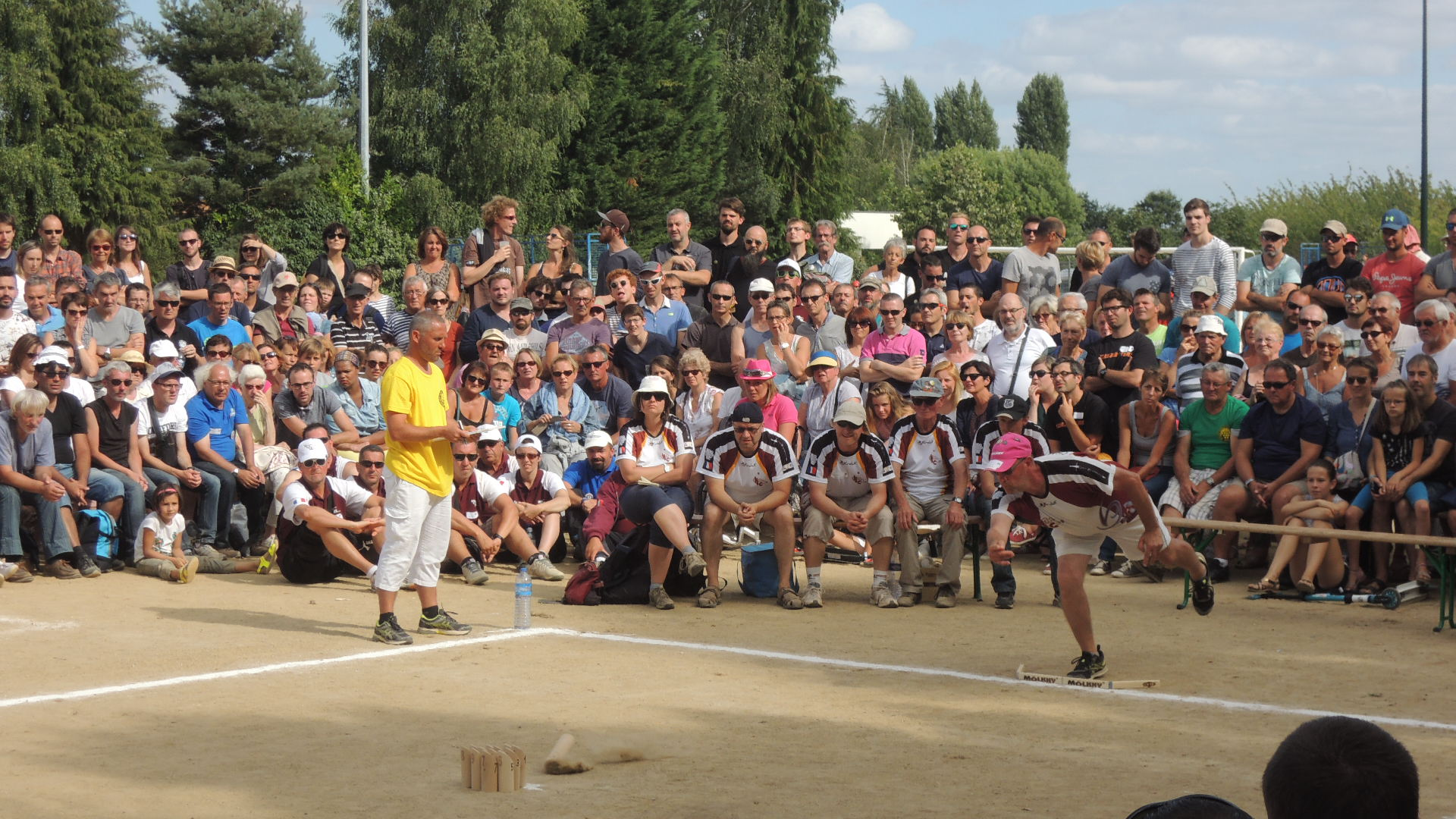
2016年モルック世界選手権

モルックのフィンランド選手権は1997年から南部タヴァスティア（英語版）のユースクラブを中心にラハティで開かれていた。
また、タンペレ工科大学の学生が2001年にモルックの大学世界選手権を組織した。競技とそのサブカルチャーを振興するため、フィンランド国際モルック協会（FIMA）が2001年に結成され、モルック世界大会の開催が始まった。
現在は国際モルック連盟（IMO）が毎年モルック世界大会を主催し、2016年以降はフィンランド国外でも開催されるようになった。
2010年と2011年にオーストラリア選手権が開催された。
アメリカ合衆国では、モルックUSAとUSモルック協会が2014年以降米国大会を認可し、毎年米国チャンピオンを発表している。
2024年には、函館でアジア初の世界大会が開催され、史上最多の約3300人が参加した。
2025年の世界大会は8/14-17からポーランドで行われるが、日本からは30チーム余りが参加予定である。

## 日本での普及
日本大会は2014年から毎年開催されている。
日本モルック協会によると、2011年に協会が設立された時点での日本における競技人口は100人未満だった。
2019年にお笑い芸人の森田哲矢（さらば青春の光）らが、モルックの日本代表としてフランスで行われた世界大会に出場し、メディアでPRしたことをきっかけに競技人口が増え、2018年時点では約1,000人であったのが、2020年時点では5,000～8,000人まで増加している。
北海道テレビ放送ディレクター藤村忠寿率いるチームHTBが、北海道函館市で2024/8/23～25に開かれたモルック世界大会に出場し、16強に入る。北海道テレビ放送では独自に240チームが参加するモルックHTB杯を2025年4月に開催するなど、アジア初の日本での大会をきっかけに北海道でも盛り上がりを見せている。

## モルックを題材とした作品

### テレビ番組
- キングオブモルックのモルック大作戦!!

### ウェブ番組
- あつまれっ!炎のモルックリーグ!

### 映画
- TODOKU YO-NA